# Dračí loď

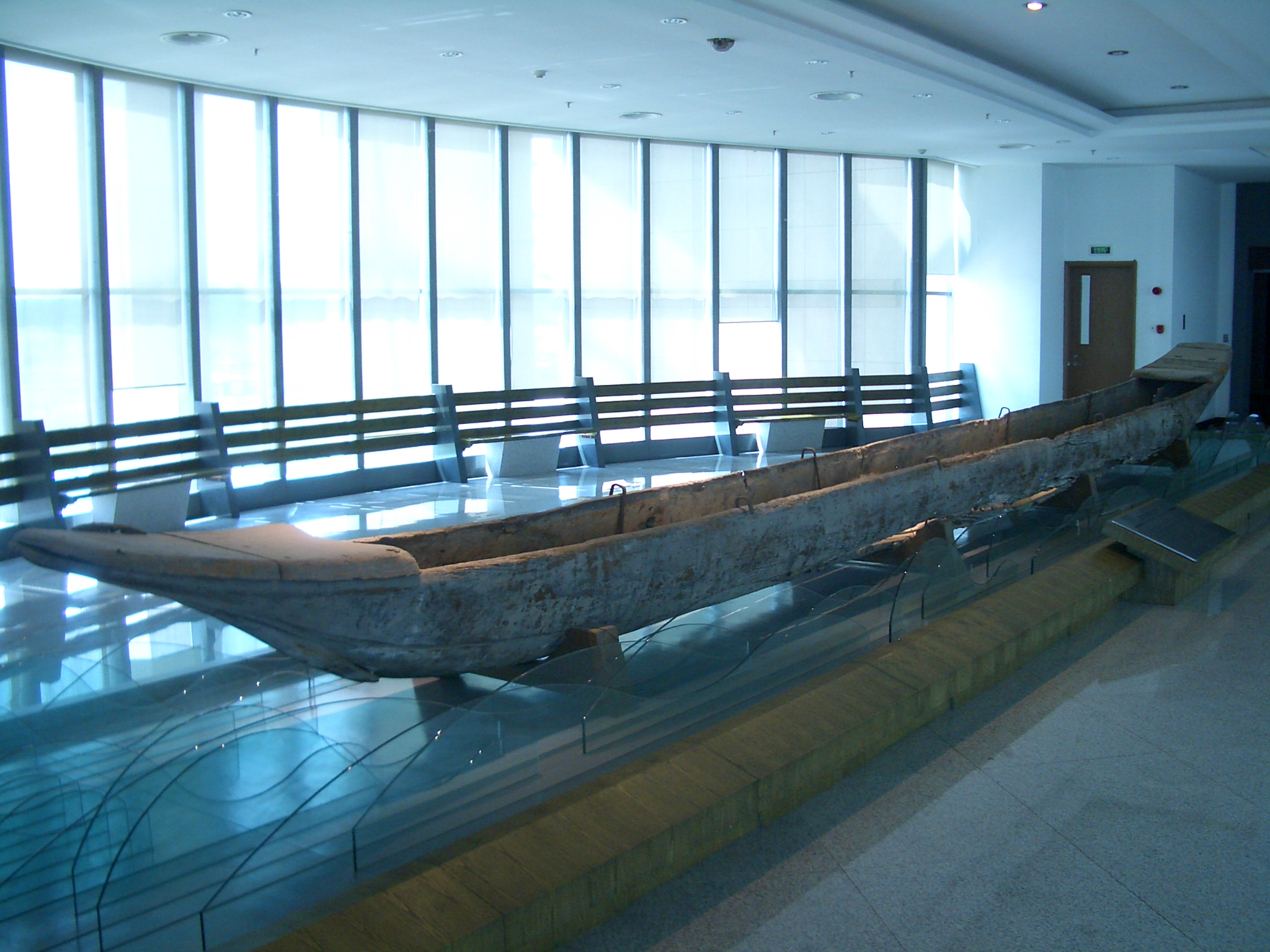
Tradiční dračí loď

Dračí loď se poprvé objevila před více než 2000 lety v Číně. Odtud její typická dračí hlava na špici lodě a její celkové zbarvení. Její novodobá zmínka se datuje k roku 1976, kdy se uskutečnil první festival dračích lodí v Hongkongu. Odtud se dračí lodě jako sport bleskově rozšířily do celého světa.

## Konstrukce

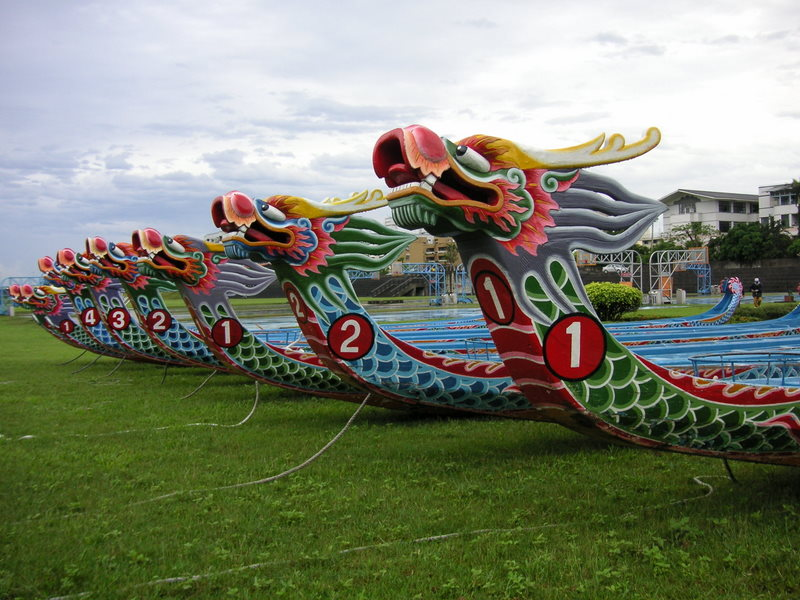
Hlavy závodních dračích lodí

Dračí loď je dlouhá 12,5 metrů, bez posádky váží kolem 250 kg má tvar otevřené kanoe s dračí hlavu na špici a dračím ocasem na zádi. V sestavě je maximálně 20 vsedě pádlujících závodníků (10 nalevo a 10 napravo) a bubeník, který sedí na špičce čelem k posádce a udává rytmus údery do bubnu a kormidelníkem stojící na zádi a řídící směr. Loď s plnou posádkou může dosahovat i přes dvě tuny, to je jako velký off-road.
pojmy
- dračí loď
- hlava
- buben
- pádlo
- bubeník
- posádka
- kormidelník

## Soutěže

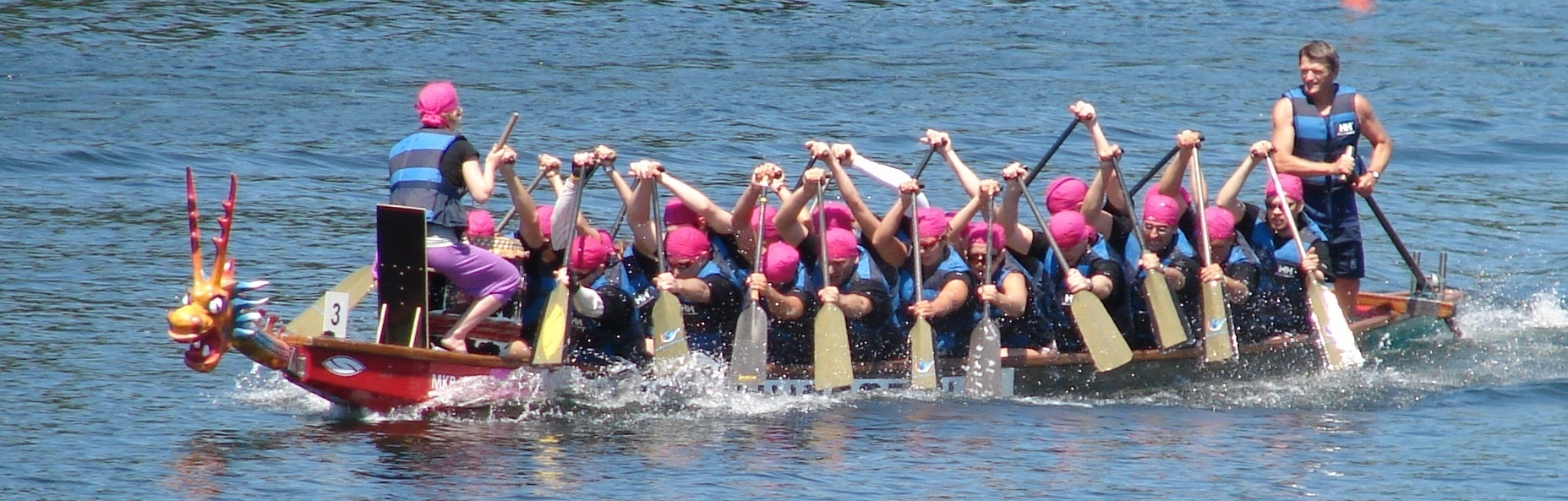
Závodní dračí loď

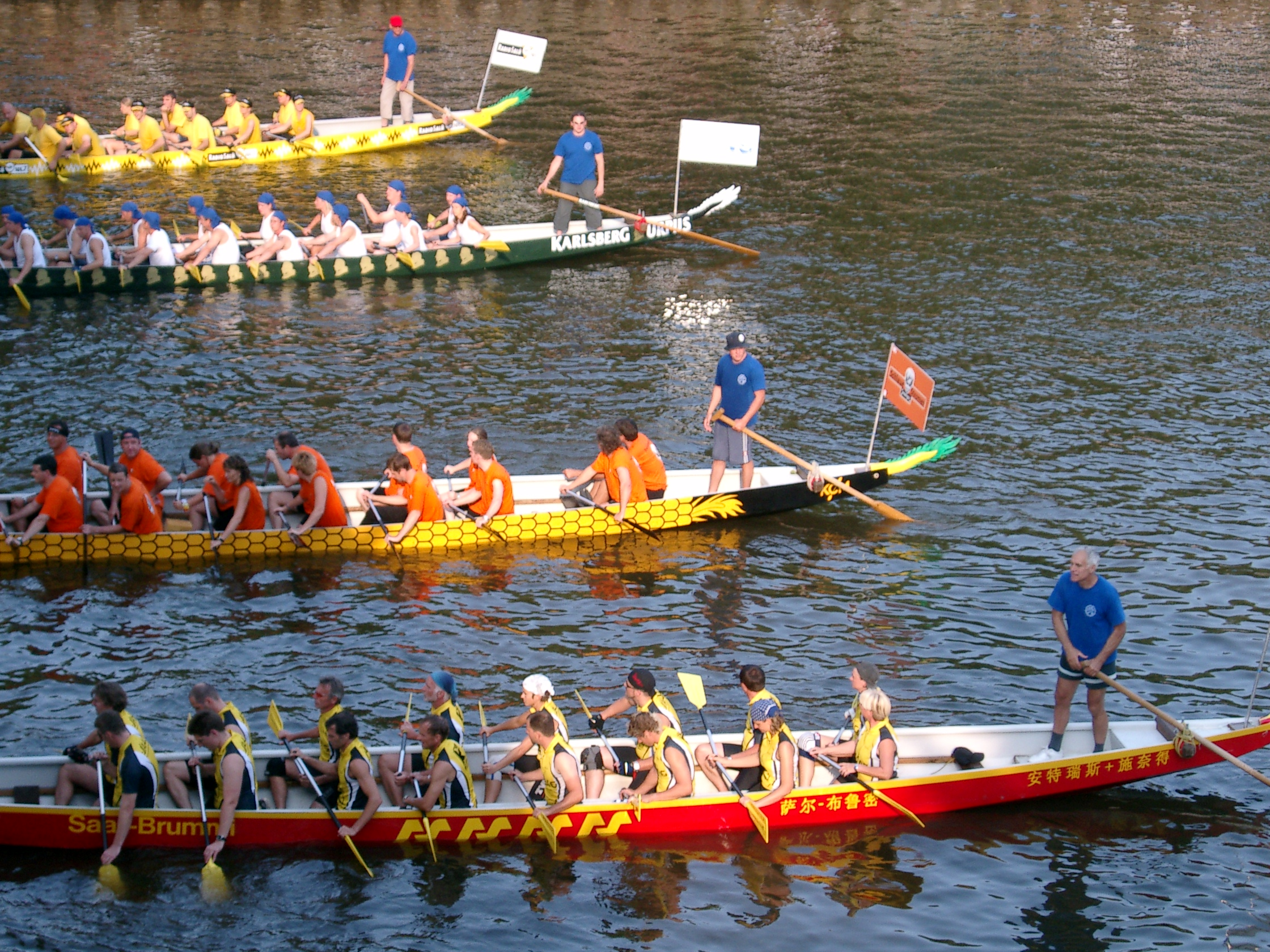
Závod dračích lodí

Zpravidla se jede vždy v sudém počtu, jelikož by lichý počet závodníků mohl vychýlit loď. Závodí se v drahách na vzdálenosti 100, 200, 500, 1000, 2000, 5000 m. Dlouhá trať na 1000m - 5000 m se jezdí na kola s otáčkami. Kategorie se dělí dle věku a pohlaví (jezdí se i mix). Jako sport jsou Dračí lodě jedním z nejtýmovějších sportů na světě, jestliže zvážíme, že na lodi se nachází 22 aktivních členů posádky, na rozdíl třeba od fotbalu, kde je jich o polovinu méně. Tento sport využívají mnohé firmy k tzv. teambuildingu.